# Alimosho
Alimosho est une zone de gouvernement local de l'État de Lagos au Nigeria.